# Ильинская церковь (Чернобыль)
Ильинская церковь (Церковь Святого Пророка Илии) — храм Киевской епархии Православной церкви Украины в городе Чернобыле. Является единственным регулярно действующим храмом чернобыльской зоны отчуждения.

## История
Время постройки первой церкви на данном месте неизвестно. По словам митрополита Никодима (Горенко), считается, что храм был основан в XII веке вместе с городом. Решение о строительстве новой церкви на месте ранее сгоревшей было принято в 1749 году. Строительные работы были окончены в 1779 году. Эта деревянная церковь сгорела в пожаре в 1849 году. Для её восстановления в 1851—1852 годах использовались материалы старообрядческой молельни, разобранной по приказу киевского военного губернатора Бибикова Д. Г. В Ильинскую церковь также была перенесена часть икон из молельни. В 1872 году церковь снова сгорела. В 1877 году она была отстроена в современном виде, на что было выделено 80 000 рублей. В 1878 году состоялось её освящение.
В 1929 году храм был закрыт, а его помещение в 1930-х годах использовалось как склад зерна. Вновь открыта в 1942 году и действовала до эвакуации 1986 года. Начиная с 1990 года в церкви начали проводить нерегулярные службы, а в 2001 году возобновились регулярные богослужения и деятельность прихода.
Среди прихожан имеются ликвидаторы и возвращенцы, самосёлы.